# سيجني لوند
سيجني لوند (بالنرويجية: Signe Lund)‏ (و. 1868 – 1950 م) هي ملحنة، ومعلمة موسيقى، وعازفة بيانو نرويجية، كانت عضوةً في التجمع الوطني، تستخدم آلات بيانو، توفيت في أوسلو، عن عمر يناهز 82 عاماً.

## جوائز
حصلت على جوائز منها:
- King's Medal of Merit [الإنجليزية]‏.